# Петру Тоарка
Петро Іванович Тоарка (рум. Petru Toarcă; нар. 4 жовтня 1975, село Озерне, Ізмаїльський район, Одеська область) — український та румунський борець вільного стилю, бронзовий призер чемпіонату Європи, чемпіон світу серед військовослужбовців, учасник Олімпійських ігор (2008) в Пекіні  Майстер спорту міжнародного класу з вільної боротьби.

## Життєпис
Боротьбою почав займатися з 1985 року. У 1993 та 1994 роках  виступав за юнацьку та юніорську збірну України на першості Європи. Є чемпіоном України 1996 року. Срібний призер чемпіонату України 1993, 1994, 1998 років. Бронзовий призер Всеукраїнських Літніх спортивних ігор 1999 року, та чемпіонату України 1997 року.  У 2001 році переїхав до Румунії і почав захищати її кольори. Усі серйозні успіхи на дорослому рівні здобув у складі національної збірної цієї країни. Виступав за борцівський клуб «Стяуа», Бухарест. 
Після завершення активних виступів на борцівському килимі перейшов на тренерську роботу. Є старшим тренером Національної збірної Румунії серед юнаків та юніорів. За час своєї роботи підготував низку переможців і призерів першості Європи та світу, за що в 2014 році йому було присвоєно почесне звання «Заслуженого тренера Румунії». Є помічником головного тренера Національної збірної Румунії, заслуженого тренера України Миколи Стоянова, учнем якого є.

## Спортивні результати на міжнародних змаганнях

### Виступи на Олімпіадах
| Змагання                    | Збірна  | Вагова категорія          | Місце |
| --------------------------- | ------- | ------------------------- | ----- |
| Літні Олімпійські ігри 2008 | Румунія | вільна боротьба, до 55 кг | 18    |

### Виступи на Чемпіонатах світу
| Змагання                        | Збірна  | Вагова категорія          | Місце |
| ------------------------------- | ------- | ------------------------- | ----- |
| Чемпіонат світу з боротьби 2001 | Румунія | вільна боротьба, до 58 кг | 9     |
| Чемпіонат світу з боротьби 2002 | Румунія | вільна боротьба, до 60 кг | 4     |
| Чемпіонат світу з боротьби 2003 | Румунія | вільна боротьба, до 60 кг | 29    |
| Чемпіонат світу з боротьби 2005 | Румунія | вільна боротьба, до 60 кг | 19    |
| Чемпіонат світу з боротьби 2006 | Румунія | вільна боротьба, до 60 кг | 14    |
| Чемпіонат світу з боротьби 2007 | Румунія | вільна боротьба, до 60 кг | 31    |

### Виступи на Чемпіонатах Європи
| Змагання                         | Збірна  | Вагова категорія          | Місце  |
| -------------------------------- | ------- | ------------------------- | ------ |
| Чемпіонат Європи з боротьби 2001 | Румунія | вільна боротьба, до 58 кг | 13     |
| Чемпіонат Європи з боротьби 2002 | Румунія | вільна боротьба, до 60 кг | 10     |
| Чемпіонат Європи з боротьби 2003 | Румунія | вільна боротьба, до 60 кг | Бронза |
| Чемпіонат Європи з боротьби 2005 | Румунія | вільна боротьба, до 60 кг | 12     |
| Чемпіонат Європи з боротьби 2006 | Румунія | вільна боротьба, до 60 кг | 5      |
| Чемпіонат Європи з боротьби 2007 | Румунія | вільна боротьба, до 60 кг | 12     |
| Чемпіонат Європи з боротьби 2008 | Румунія | вільна боротьба, до 55 кг | 10     |

### Виступи на інших змаганнях
| Змагання                                                         | Збірна  | Вагова категорія          | Місце  |
| ---------------------------------------------------------------- | ------- | ------------------------- | ------ |
| Гран-прі Німеччини з боротьби 2002                               | Румунія | вільна боротьба, до 60 кг | 5      |
| Гран-прі Німеччини з боротьби 2003                               | Румунія | вільна боротьба, до 60 кг | 5      |
| Чемпіонат світу з боротьби серед військовослужбовців 2003        | Румунія | вільна боротьба, до 60 кг | 9      |
| Олімпійський кваліфікаційний турнір з боротьби 2004 (Братислава) | Румунія | вільна боротьба, до 60 кг | 14     |
| Олімпійський кваліфікаційний турнір з боротьби 2004 (Софія)      | Румунія | вільна боротьба, до 60 кг | 6      |
| Гран-прі Німеччини з боротьби 2005                               | Румунія | вільна боротьба, до 60 кг | Бронза |
| Чемпіонат світу з боротьби серед військовослужбовців 2006        | Румунія | вільна боротьба, до 60 кг | Золото |
| Гран-прі Німеччини з боротьби 2007                               | Румунія | вільна боротьба, до 60 кг | Срібло |
| Турнір Дана Колова — Николи Петрова 2007                         | Румунія | вільна боротьба, до 60 кг | Бронза |
| Олімпійський кваліфікаційний турнір з боротьби 2008 (Варшава)    | Румунія | вільна боротьба, до 55 кг | Бронза |

### Виступи на змаганнях молодших вікових груп
| Змагання                                      | Збірна  | Вагова категорія          | Місце |
| --------------------------------------------- | ------- | ------------------------- | ----- |
| Чемпіонат Європи з боротьби серед молоді 1994 | Україна | вільна боротьба, до 57 кг | 8     |
| Першість Європи серед юнаків 1993             | Україна | вільна боротьба, до 54 кг | 7     |